# Компресійний манометр

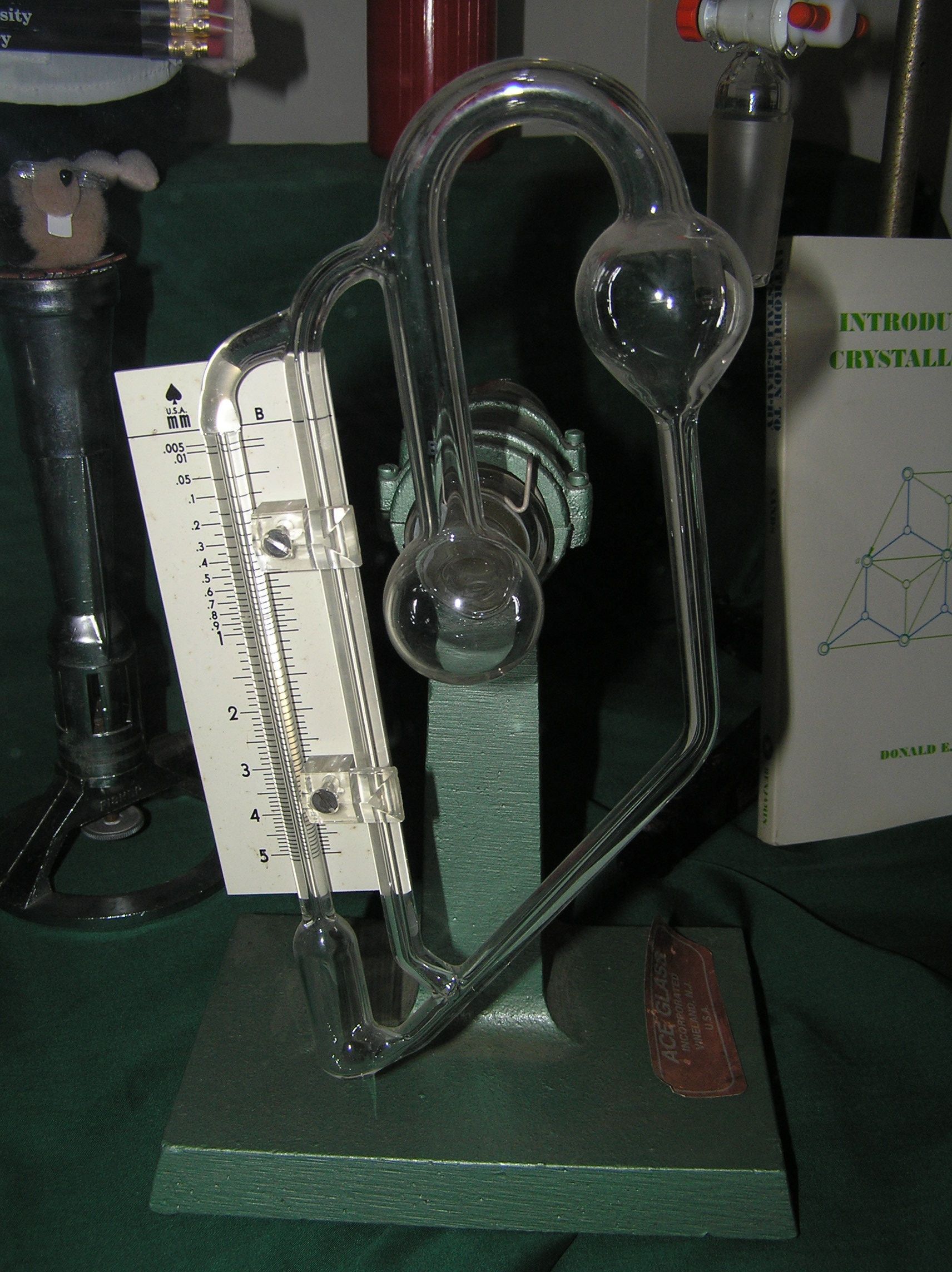
Компресійний манометр Мак-Леода

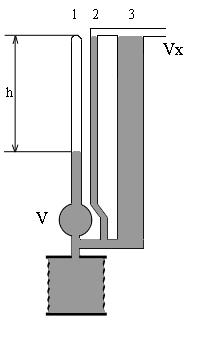
Конструктивна схема компресійного манометра

Компресійний манометр у дії

Компресі́йний мано́метр (ва́куумме́тр) Мак-Ле́ода — рідинний манометр (вакуумметр), у якому для вимірювання абсолютного тиску розрідженого газу його попередньо стискують ртуттю. Цей прилад, що використовується для вимірювання низьких тисків в лабораторних умовах, було створено у 1874 році британським хіміком Гербертом Мак-Леодом (англ. Herbert McLeod, 1841–1923).
Дія компресійного манометра (вакуумметра) ґрунтується на залежності величини об'єму, який займає деяка порція газу від величини тиску, що підлягає вимірюванню, тобто на законі Бойля — Маріотта. Принцип вимірювання базується на визначенні висоти стовпця газу, попередньо стиснутого ртуттю у капілярі відомого перерізу.

## Будова манометра
Основні частини приладу (див. схему): вимірювальний балон (ресивер) з відомим об'ємом V; трубка (3), що сполучає прилад із системою, у якій вимірюється тиск; два капіляри однакового діаметра d, один з яких, вимірювальний (1), сполучений з об'ємом V, а інший (2) — із сполучною трубкою. Знизу до ресивера під'єднано резервуар змінного об'єму (з гнучкими стінками), заповнений ртуттю.
Трубка 3 зазвичай має значно більший діаметр ніж капіляри 1 та 2 з метою полегшення проникнення газу з досліджуваної системи у ресивер.

## Вимірювання тиску з використанням манометра Мак-Леода
Вимірювання проводиться в такій послідовності:
- Збільшуючи об'єм резервуару з гнучкими стінками повністю очищають трубки 1, 2 і 3 від ртуті, сполучаючи таким чином ресивер V з досліджуваним об'ємом Vx.
- Далі, стискуючи нижній резервуар, заповнюють систему ртуттю до тих пір, поки рівень ртуті в капілярі 2 не досягне верхнього кінця капіляра 1. При цьому в капілярі 1 залишиться стовпець стисненого газу висотою h.
- При виготовленні прилад градуюється, і поряд з трубкою наноситься шкала, по якій можна безпосередньо робити відлік тиску в торрах чи інших одиницях вимірювання тиску.

Слід відзначити, що манометр розрахований на вимірювання тиску газу в ізотермічних умовах, тому процес заповнення манометра і наступного стискання газу у вимірювальному капілярі повинен відбуватись якнайповільніше.

### Робоча формула
Приведемо виведення формули для знаходження тиску в об'ємі {\displaystyle V_{x}} за висотою {\displaystyle h}:
Тиск газу в капілярі 1 до стискання дорівнює вимірюваному тиску {\displaystyle ~p}, після стискання:
{\displaystyle p_{1}=p+\rho gh}.
При цьому, так як процес стискання газу є ізотермічним, на основі закону Бойля-Маріотта:
{\displaystyle pV=(p+\rho gh)(\pi r^{2}h)}.
Звідси можна виразити тиск, що визначається:
{\displaystyle p={\pi \rho gr^{2} \over (V-\pi r^{2}h)}h^{2}}.
Так як об'єм газу в капілярі набагато менший за об'єм ресивера, формулу можна перетворити до такого спрощеного вигляду:
{\displaystyle p=Ch^{2}},
{\displaystyle C={\pi \rho gr^{2} \over V}},
де C — стала приладу. Очевидно, що для вимірювання якнайменшого тиску при незмінній висоті стовпчика газу в капілярі 1 слід збільшувати об'єм ресивера і зменшувати радіус капіляра.

## Використання

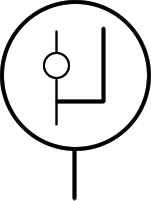
Умовна графічна познака манометра Мак-Леода за ISO 3753-1977 (E)

Практичне використання приладу є утрудненим через складність, незручність і повільність роботи з ним. Ці манометри виготовляються і градуюються поштучно, при цьому для кожного примірника властиве інше значення сталої приладу. Тому манометри Мак-Леода використовуються лише як еталонні прилади при градуюванні серійних манометрів і вакуумметрів.
Перевагами манометра Мак-Леода є абсолютність методу вимірювання, так як висота стовпця стисненого газу при інших однакових умовах прямо пов'язана з його тиском. Границя шкали приладу обмежується можливістю очищення робочого об'єму від газу (при його збільшенні суттєво зростає маса ртуті, що використовується у приладі), діаметром капіляра (при надто вузькому капілярі спостерігається прилипання ртуті до його стінок), можливістю вимірювання стовпця газу, і в найкращих практичних зразках становить 10−6 мм рт. ст. (прибл. 10−3 Па). Похибка вимірювання такого манометра (вакуумметра) може бути зведена до 1…2%.